# Luke Rowe (calciatore)
Luke Rowe (Leamington Spa, 16 settembre 1991) è un calciatore inglese naturalizzato neozelandese, attaccante del Bedworth Utd.